# Amarysius duplicatus
Amarysius duplicatus är en skalbaggsart som beskrevs av Cherepanov 1980. Amarysius duplicatus ingår i släktet Amarysius och familjen långhorningar. Inga underarter finns listade i Catalogue of Life.